# Язон (корвет, 1815)
«Язон» — 24-пушечный парусный корвет Черноморского флота Российской империи. Участник русско-турецкой войны 1828—1829 годов.

## Описание корвета
Парусный деревянный гладкопалубный корвет. Длина корвета по сведениям из различных источников составляла от 36,3 до 36,6 метра, ширина от 9,75 до 9,8 метра, осадка — 4,6 метра. Вооружение судна состояло из 24-х карронад. Корвет развивал наибольшую скорость до 10-ти узлов, был остойчив, мореходен, устойчив на курсе.

## История службы
Корвет «Язон» был заложен в Севастопольском адмиралтействе 1 мая 1814 года. После спуска на воду 12 декабря 1815 года, вошёл в состав Черноморского флота России. Строительство вёл корабельный мастер А. И. Мелихов.
С  1817 по 1827 год в находился в практических плаваниях в Чёрном море. При этом в 1824 году проводил съемку берегов.
Принимал участие русско-турецкой войне 1828—1829 годов. В
составе эскадры вице-адмирала А. С. Грейга 21 апреля 1828 года вышел из Севастополя и уже ко 2 мая прибыл к Анапе, где присоединился к блокаде крепости с моря. С 29 мая по 2 июня уходил в Суджук-кале, после чего вновь вернулся к Анапе. С 18 июня конвоировал транспортные суда от Анапы к Одессе, после чего ушёл в Севастополь. 12 июля вошёл в состав эскадры, идущей от Анапы к Варне. 28 июля принял в Варне больных с судов эскадры и ушёл с ними в Севастополь, где встал на ремонт. 23 сентября в Варну со снарядами на борту. Выходил в крейсерство к проливу Босфор c сентября по октябрь 1828 года, а к 16 ноября вернулся в Севастополь, где пробыл до конца следующего года. 
В 1830 году совершал плавания между Севастополем и Очаковом.
Корвет «Язон» был разобран в 1831 году.

## Командиры корвета
Командирами корвета «Язон» в разное время служили:
- И. И. Свинкин (1817—1820 годы);
- Н. Д. Критский (1821 и 1824 годы);
- Л. А. Мельников (1825 год);
- С. А. Эсмонт (1826—1827 годы);
- Г. И. Немтинов (1828 год).
- А. С. Сундий (1829 год).
- П. И. Щербачев (1830 год).